# CROSS WORLD 見知らぬ空のエターティア
『CROSS WORLD 見知らぬ空のエターティア』（クロスワールド みしらぬそらのエターティア）は、ブロッコリーより2005年10月21日に発売された日本のWindows用アドベンチャーゲーム。
『デ・ジ・キャラット』『ゲーマーズ・ガーディアン・フェアリーズ（みにふぇあ）』『プリンセスコンチェルト』と世界観を共有している他、小説版『デ・ジ・キャラット ファンタジー』では『ギャラクシーエンジェル』『アクエリアンエイジ』が平行世界である事が示唆されている。

## 登場人物
黒栖（くろす）
声：伊東隼人
地球では平凡な高校生。ふとしたきっかけで事故に遭い【クロスゲート】という空間の歪みを通って、異世界・エターティアに迷い込んでしまう。なくした記憶と名前の代わりに、クロスソードという勇者の名で呼ばれ、クロスゲートを閉じる使命を告げられる。

### 主要登場人物
パティ・アーリア
声：阿澄佳奈
エターティアの「エルニス」という街に住んでいる。父は街の自警団長。本人は強気で格闘が得意な女の子。右も左もわからない主人公を叱咤激励しながら一緒に世界を巡る。食べることが大好きでみんなで仲良く食事することに強い執着を見せる。
パートナーは琥珀（声：近藤佳奈子）。
姫乃樹 月歌（ひめのぎ つきか）
声：井口裕香
「クロスゲート」を通り抜けてくるものを管理する姫乃樹神社に勤める巫女さん。真面目で知的、落ち着いた大和撫子。この世界にやってきた主人公を大陸の勇者だと本気で信じている。
パートナーはねこめ（声：中山恵里奈）。
レン・ラルファ・アーシャ
声：徳永愛
「エルニス」で一二を争う名家の一人娘。無口でほとんど感情をおもてに表さない。自分の心境を四字熟語で話すことがある。実は大変な歌の名手。高度な魔法知識を備えており様々な魔法を使いこなす。
パートナーはオニキス（声：後藤沙緒里）。
メローネ・マルシュ
声：新谷良子
小さな身体に似合わず大きなハンマーを振り回す怪力どじっ娘の犬耳娘。性格は温厚で健気、他のヒロインたちとはやや立場がちがう。
パートナーは???（声：MIKI）。

### その他登場人物
シースメイル・フィルナー・リース
声：豊口めぐみ
容姿端麗で博識なエルフ医師。レンに魔法を教える先生でもある。
オサム、奈美
声：岡野浩介（オサム）、亀岡真美（奈美）
主人公・黒栖の幼なじみで、勝手知ったる仲。しかし冒頭でその関係に異変が生じ、そんな折に、黒栖はエターティアの地へと降り立つ。
真珠
声：後藤沙緒里
クロスゲートの発生を感知できるフェアリーの一人。ぼや〜っとしていて肝心な部分ではいつもドジをしてしまうが、潜在的な魔法力は計り知れない。
イルリア・リーン
声：松井菜桜子
リヨン王国の騎士。凛とした佇まいと堂々とした雰囲気をもつ。剣の達人で、主人公に手ほどきすることも。
ゼム・アーリア
声：麦人
パティの父親で、エルニスの自警団長。厳しくも暖かく一人娘を見守る。
アレキサンドライト
声：近藤佳奈子
謎の占い師
声：岩田光央
月歌の兄。
藍
声：門田幸子
翡翠
声：廣田詩夢

## スタッフ
- プロデューサー：“Z”（是空とおる）[1]
- ストーリー構成＆シナリオ：菜の花すみれ[1]
- キャラクターデザイン＆原画：桜沢いづみ[1]
- 主題歌＆キャラクターソング作曲・編曲：坂本裕介[1]
- エンディングテーマ＆キャラクターソング作詞：森ユキ[1]
- 音響監督：藤岡央[1]
- ゲーム制作：スタジオ雲雀[1]

## 主題歌
OPテーマ「Over The Sky」
- 歌：パティ（阿澄佳奈）、月歌（井口裕香）、レン（徳永愛）

## 関連商品

### キャラクターソングCD

#### 主題歌シングル
収録曲
1. Over The Sky
歌：パティ・アーリア（阿澄佳奈）、姫乃樹月歌（井口裕香）、レン・ラルファ・アーシャ（徳永愛）
2. 君のMemory
歌：パティ・アーリア（阿澄佳奈）、姫乃樹月歌（井口裕香）、レン・ラルファ・アーシャ（徳永愛）、メローネ・マルシュ（新谷良子）
3. Over The Sky *karaoke
4. 君のMemory *karaoke

同梱特典
- DVD
  - Over The Sky（プロモーション映像）
  - 2005.5.5 Go!Go!Go!Fairies クロスワールドステージ映像 / 歌：パティ・月歌・レン（阿澄佳奈・井口裕香・徳永愛）
- 生写真（3種・ランダム封入）

#### ふわふわロンド
ゲーマーズ・秋葉原の一部メイド喫茶のみで販売。
収録曲
1. ふわふわロンド
2. ふわふわロンド（karaoke）
3. Voice Message（新谷良子）

#### パティ・アーリア
収録曲
1. Yes！Yes！Yes！
2. 未来地図
3. Voice Message（阿澄佳奈）
4. Yes！Yes！Yes! *karaoke
5. 未来地図 *karaoke

#### 姫乃樹月歌
収録曲
1. 月華夜曲
2. 今宵、夢ノ中ヘ。
3. Voice Message（井口裕香）
4. 月華夜曲 *karaoke
5. 今宵、夢ノ中ヘ。 *karaoke

#### レン・ラルファ・アーシャ
収録曲
1. 星の花〜Star of Flower〜
2. ISHIN-DENSHIN
3. Voice Message（徳永愛）
4. 星の花〜Star of Flower〜 *karaoke
5. ISHIN-DENSHIN *karaoke

#### メローネ・マルシュ
収録曲
1. パワフル☆乙女
2. きらきらセレナーデ
3. Voice Message（新谷良子）
4. パワフル☆乙女 *karaoke
5. きらきらセレナーデ *karaoke

### 漫画
『コミック デ・ジ・キャラット』にて『クロスワールド -見知らぬ空のエターティア-』が連載された。作者はムラナコ。単行本化はされていない。